# Cemitério Vinohrady

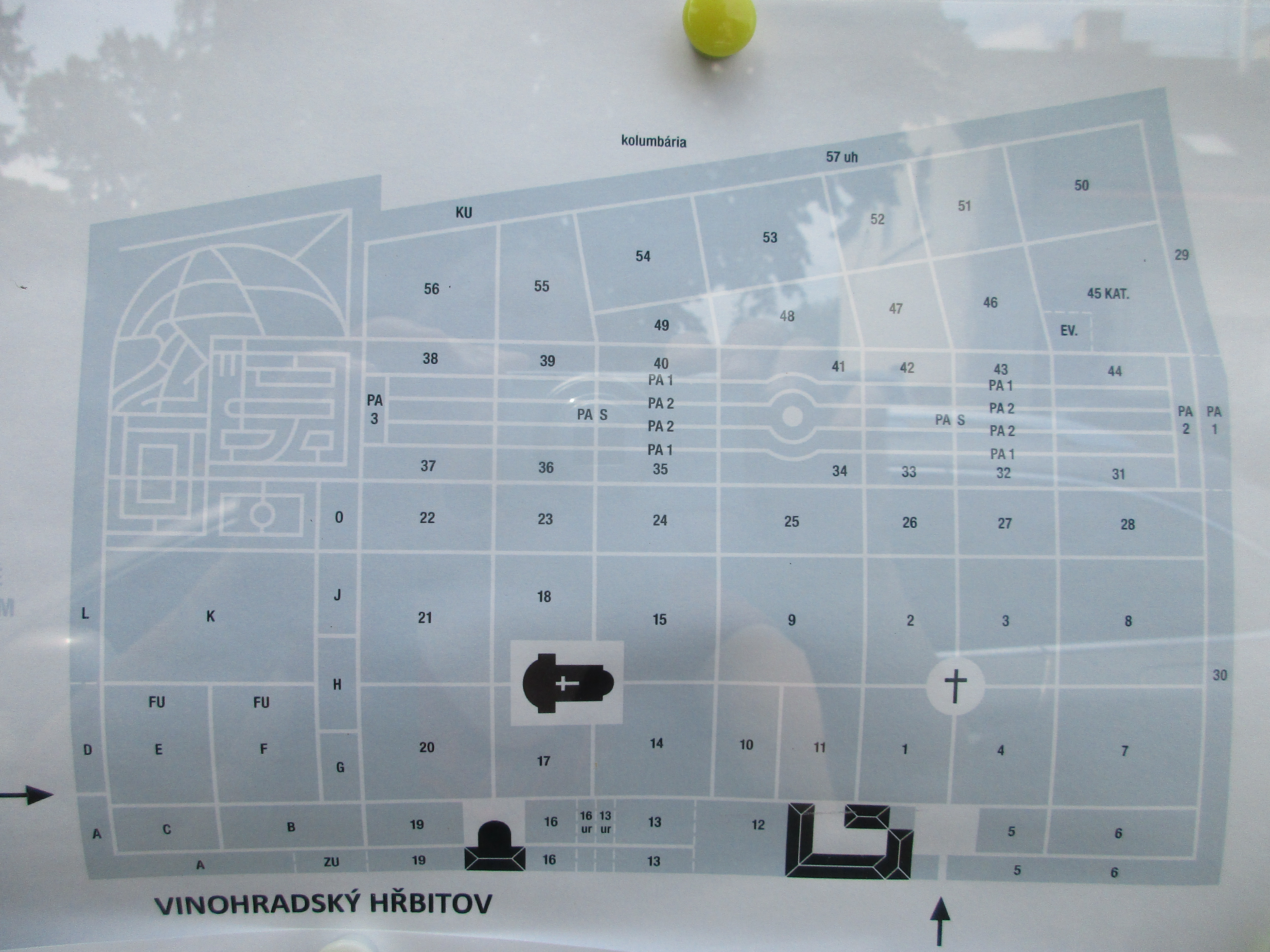
Mapa geral do Cemitério Vinohrady

O cemitério Vinohrady (em tcheco/checo:  Vinohradský hřbitov, em alemão:  Friedhof Weinberge) é um cemitério em Praga, capital da República Tcheca, localizado no bairro de Vinohrady. Dentre os sepultados notáveis constam Václav Havel e Egon Erwin Kisch.

## História

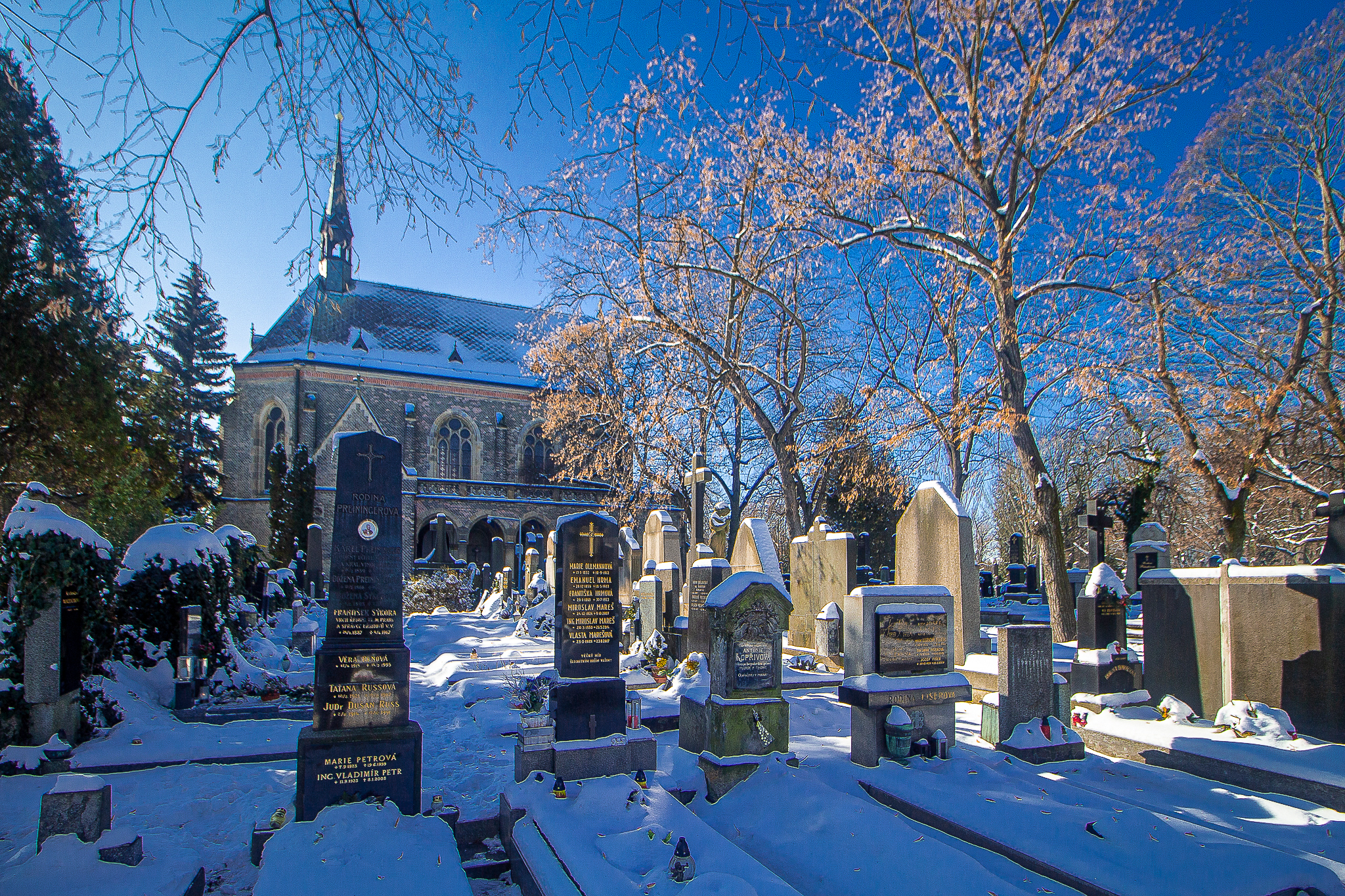
Capela de São Wenzel

O cemitério foi estabelecido em 1885 e deste então ampliado três vezes. Atualmente tem área de 10 hectares, localizado a 500 metros de distância dos Cemitérios Olšany, sendo depois deste o segundo maior cemitério de Praga. 

## Sepultamentos notáveis

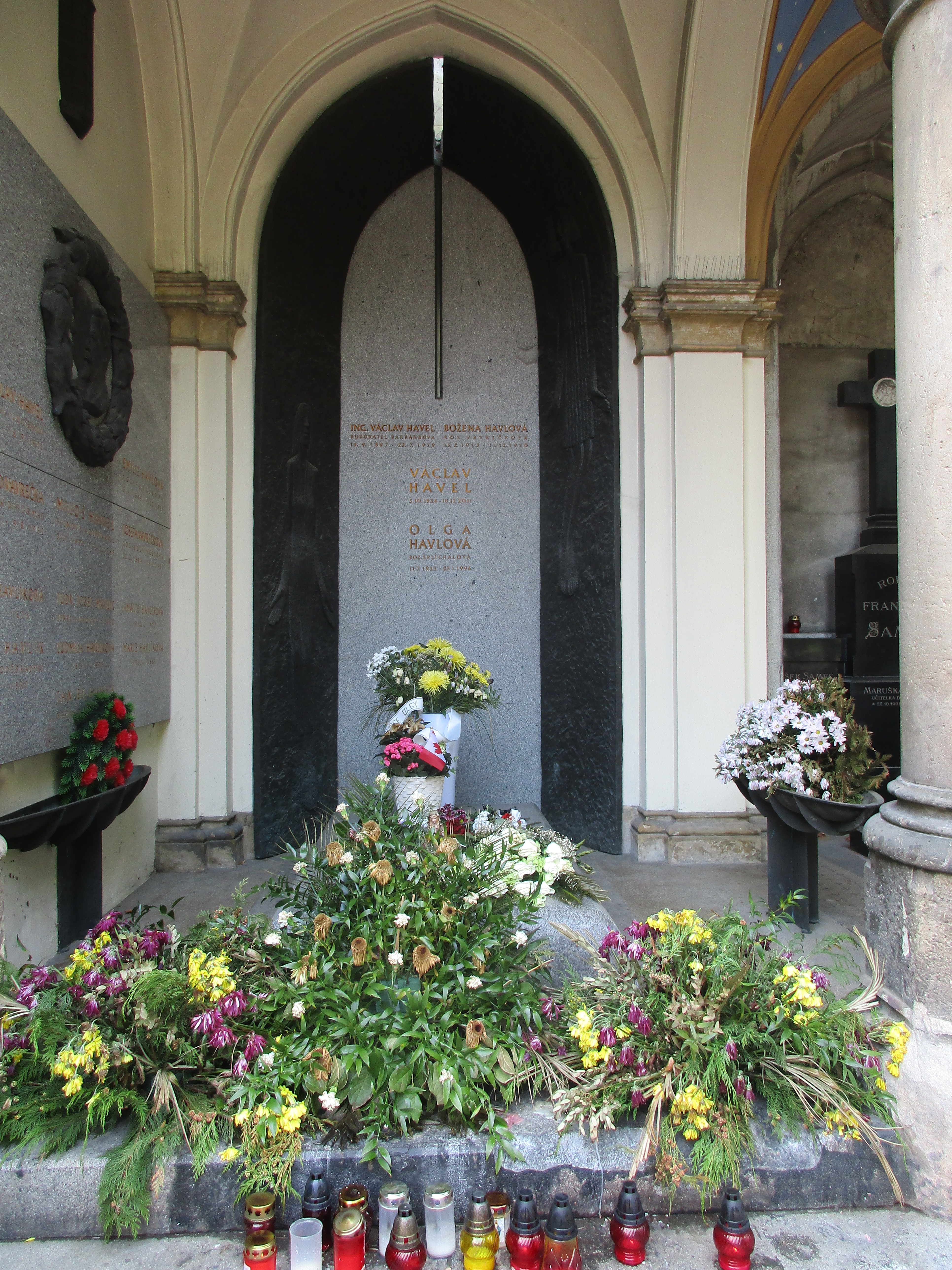
Sepultura de Václav Havel (1936–2011)

Dentre os sepultamentos notáveis no cemitério de Vinohrady constam:
- František Alexander Elstner (1902–1974)
- Jaroslav Foglar (1907–1999)
- Otto Gutfreund (1889–1927)
- Emil Hácha (1872–1945)
- Václav Havel (1936–2011)
- Milada Horáková (1901–1950)
- Čeněk Junek (1824–1928)
- Eliška Junková (1900–1994)
- Egon Erwin Kisch (1885–1948)
- Matěj Pavlík (1879–1942)
- Jakub Schikaneder (1855–1924)
- Otto Šimánek (1925–1992)
- Jiří Šlitr (1924–1969)
- Karel Václav Rais (1859–1926)
- Vladislav Vančura (1891–1942)
- Zikmund Winter (1846–1912)